# Commission des sciences et des arts

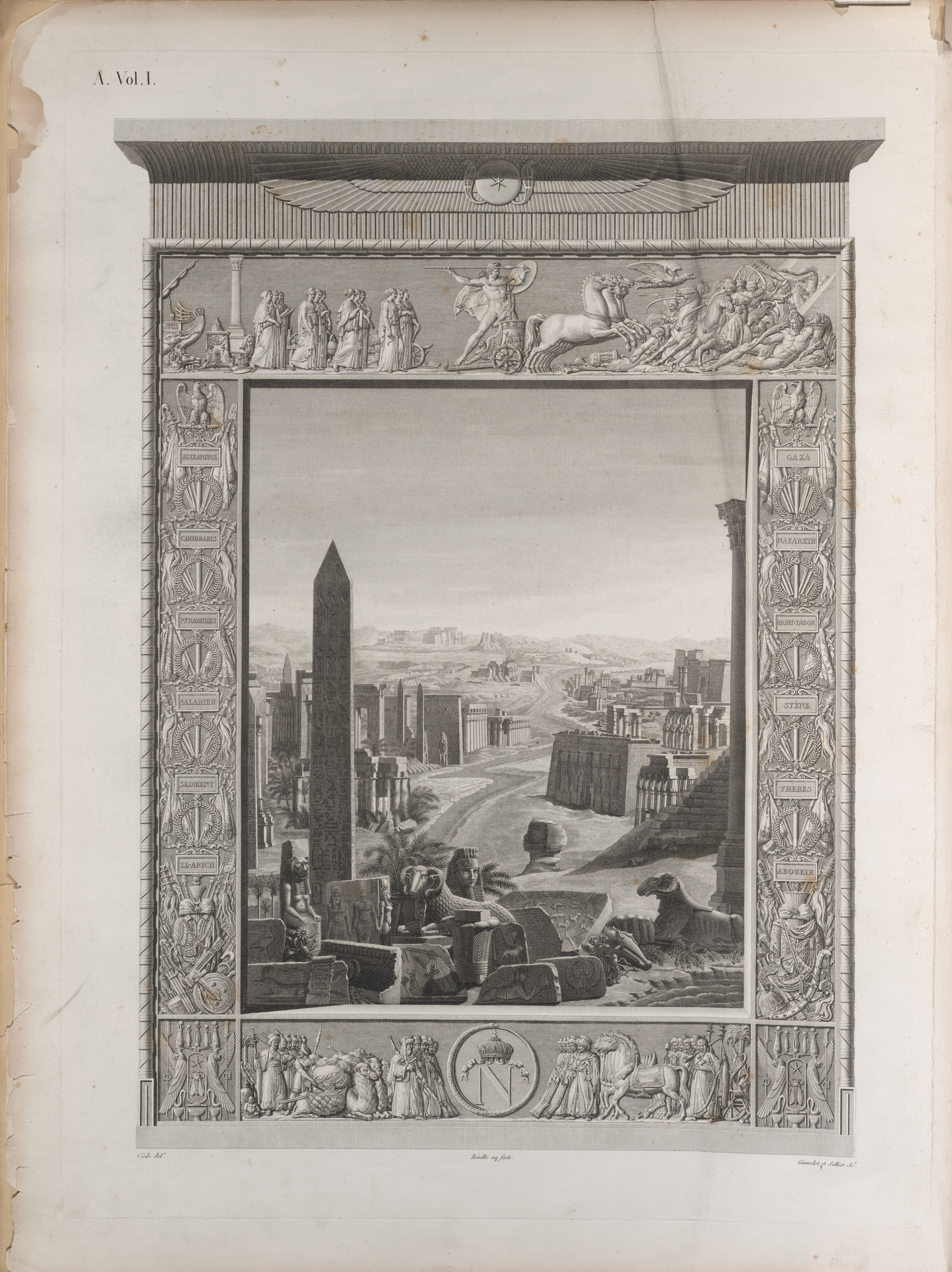
Frontespizio della prima edizione della Description de l'Égypte

La Commission des sciences et des arts (Commissione delle scienze e delle arti) fu creata il 16 marzo 1798 con lo scopo di accompagnare il generale Bonaparte nella sua campagna d'Egitto. Il compito della commissione non era militare, ma scientifico. Gli scienziati che ne facevano parte furono incaricati di realizzare uno studio enciclopedico dell'Egitto, che comprendesse le antichità, la storia naturale, la geografia e lo stato attuale del paese, in previsione di un'occupazione di lunga durata da parte della Francia. I lavori della Commissione furono pubblicati in un'opera monumentale: la Descrizione dell'Egitto.

## Le premesse
Dopo la vittoria dell'esercito francese nella campagna d'Italia (1796-1797), l'Inghilterra era rimasta il principale nemico della Francia. 
In un primo tempo, nel gennaio e febbraio 1798, la politica del Direttorio si era orientata verso l'invasione, ma l'operazione era sembrata in fin dei conti troppo rischiosa e, in un rapporto del 23 febbraio 1798, fu dichiarata irrealizzabile e abbandonata.
Allo stesso tempo Talleyrand, ministro degli Esteri, aveva consegnato al Direttorio una lunga memoria dove, esponendo in dettaglio le relazioni tra la Francia e l'Egitto, si raccomandava una spedizione in Egitto, da dove la Francia avrebbe potuto contrastare efficacemente il predominio inglese nel Mediterraneo.
Il Direttorio fece proprio il progetto e ne incaricò Bonaparte; questi, avendo presente il contributo che già durante la campagna d'Italia gli avevano fornito gli studiosi che lo avevano accompagnato (con il compito principale di selezionare le più ricche prede di guerra) volle affiancare al suo esercito - questa volta ufficialmente - una Commissione di scienziati che avrebbero dovuto studiare e descrivere il paese dal punto di vista sia scientifico che artistico (che economico).

## Costituzione della Commissione
Con l'aiuto di Gaspard Monge Bonaparte si fece eleggere membro del neocostituito Institut de France il 25 dicembre 1797 e, con una presenza assidua alle sedute, cominciò a fare conoscenza e a tessere legami personali con i membri influenti della comunità scientifica francese.
Il 16 marzo 1798 il Direttorio (che già in occasione della Campagna d'Italia aveva richiesto a Napoleone di "confiscare" e spedire in Francia la maggior quantità possibile di opere d'arte e variamente preziose dai paesi occupati, a titolo di risarcimento delle spese di guerra, ma anche "educativo") pubblicò un decreto che prescriveva al ministro dell'Interno di «mettere a disposizione del comandante in capo generale Bonaparte, ingegneri, scienziati e artisti... » e così costituire una Commissione delle scienze e delle arti. 
Monge, professore all'École polytechnique che aveva partecipato alla campagna d'Italia, fu incaricato segretamente di reclutare scienziati di tutte le discipline. Aiutato dai suoi colleghi Berthollet e Fourier convinse in meno di due mesi più di centocinquanta tra scienziati, matematici, chimici, geometri, medici, architetti, pittori, botanici ecc. a partecipare ad una spedizione di carattere essenzialmente militare, la cui destinazione e durata restavano segrete.

### Composizione della Commissione
Monge aveva bisogno di persone istruite nelle discipline scientifiche. Dato il legame di Monge, Berthollet e Fourier con l'École polytechnique e la necessità di ricorrere a uomini giovani e molto istruiti per un lavoro fisicamente faticoso, è del tutto naturale che fossero chiamati a parteciparvi anche gli allievi del Politecnico, che infatti costituirono un importante contingente della Commissione, insieme con specialisti di tutte le discipline.
Alla fine del reclutamento, la Commissione risultò composta di 4 matematici, 4 astronomi, 4 architetti, 4 economisti, 3 antiquari, 9 disegnatori, incisori, scultori, musicisti, 7 medici e chirurghi, 4 farmacisti, 6 botanici e zoologi, 4 mineralogisti e ingegneri minerari, 5 chimici, 15 ingegneri geografi, 27 ingegneri dei Ponts et chaussées, 6 ingegneri del genio marittimo, 16 meccanici, 9 orientalisti e interpreti, 3 letterati, 24 tipografi equipaggiati con caratteri latini, greci e arabi.
Da militare, Bonaparte organizzò la Commissione scientifica come un corpo militare, ripartendone i membri in cinque categorie e collocando ciascuno in un grado e un ruolo definito sia dal punto di vista amministrativo che dalla sua funzione scientifica.
Più di una ventina di suoi membri morirono in Egitto per malattia, in combattimento o assassinati.

## La traversata e l'arrivo in Egitto

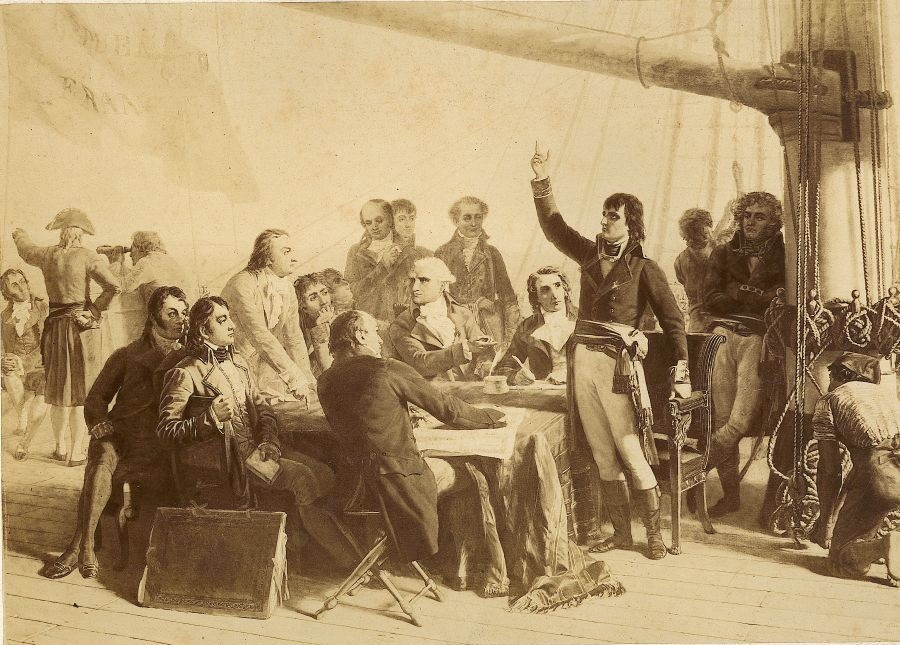
Napoleone discute con gli scienziati sull'Orient durante la traversata verso l'Egitto.

Dopo soli due mesi di preparativi segreti (per la Commissione se n'era occupato il generale Caffarelli) la flotta lasciò Tolone il 19 maggio 1798. Il generale Bonaparte era a bordo della nave ammiraglia Orient, sulla quale erano imbarcati anche i principali scienziati
.
Il 9 giugno 1798 la flotta arrivò in vista di Malta. I rapporti tra la Repubblica e l'Ordine di Malta non erano buoni, poiché la Rivoluzione aveva abolito gli ordini cavallereschi, e tra questi anche gli Ospitalieri di San Giovanni di Gerusalemme, lasciando l'isola ricca e poco difesa, nonostante le fortificazioni ritenute inespugnabili: così, quasi senza colpo ferire, Bonaparte si impadronì di Malta in un solo giorno e in meno di una settimana si ripagò largamente le spese della conquista (il bottino ammonterà a diversi milioni di franchi), a tutto beneficio della campagna in Egitto. 
Nel frattempo la flotta inglese, raggruppata vicino a Gibilterra per evitare l'uscita dei francesi dal Mediterraneo verso l'Inghilterra, cercava di raggiungere i francesi nel Mediterraneo orientale. Quando questi lasciarono Malta, gli inglesi erano a 76 leghe; quando doppiarono Creta, la distanza tra le due flotte era ridotta a 26 leghe, ma gli inglesi, convinti che l'obiettivo dei francesi fosse la Turchia, sfiorarono Alessandria il 29 giugno, per poi risalire verso Cipro. 
Così il 1º luglio 1798 Bonaparte sbarcava ad Alessandria, con il vento contrario, ma il timore del ritorno degli inglesi spinse ad accelerare le operazioni. Bonaparte fece subito sbarcare le truppe, lasciando a bordo i civili, tra cui i membri della Commissione. Il 2 luglio, la città di Alessandria fu presa e tutte le navi entrarono in rada, ma per ordine di Bonaparte la Commissione scese a terra solo a partire dal 7 luglio. 
Lo sbarco proseguì non senza problemi: Le Patriote, che trasportava le attrezzature scientifiche, si incagliò su una roccia e affondò - per fortuna lentamente, il che permise di salvare una parte del suo carico.
A terra poi il primo contatto con l'Egitto si rivelò molto deludente: i membri meno importanti della Commissione, in particolare i giovani politecnici, si ritrovarono abbandonati a se stessi, senza mezzi e senza direttive, in una città sconosciuta, caldissima, poco attraente, dove mangiare e alloggiare era molto difficile. 
Per parte sua Bonaparte, affidato a Kléber il comando della piazza di Alessandria e la sorveglianza della costa, si diresse a marce forzate verso Il Cairo, lasciando ad Alessandria e a Rosetta i suoi dotti smarriti. Dopo una marcia difficile e alcune schermaglie il grosso dell'esercito arrivò in vista del Cairo, dove i Mamelucchi si erano concentrati per fermare i francesi. Il 21 luglio Bonaparte li schiacciava nella battaglia delle Piramidi e l'esercito entrava al Cairo il 24 luglio, lasciando tutto il Basso Egitto senza governo e senza organizzazione. Come in Italia, a Malta o ad Alessandria, Bonaparte si affrettò a mettere in piedi un'amministrazione modellata su quella francese e a prelevare sul paese i mezzi per farla vivere.
Ma già il 2 agosto l'ammiraglio Nelson distruggeva la flotta francese nella battaglia di Abukir e stabiliva un blocco navale che isolava Bonaparte e i suoi uomini dalla Francia. In questa situazione, che si protrasse fino alla resa del generale Menou il 1º agosto 1801, il lavoro organizzativo, la conquista militare e l'opera della Commissione di Scienze e Arti tuttavia continuarono.

## La Commissione in Egitto

### Gli inizi
La maggior parte dei membri della commissione degli scienziati non seguì l'esercito e si stabilì a Rosetta in attesa degli eventi. La notizia della presa del Cairo e poi della distruzione della flotta francese li spinse a partire per il Cairo, che raggiunsero per via fluviale, più confortevole e più veloce della via terrestre. Qui tutto era già pronto per accoglierli, compreso il nuovo Istituto, creato il 22 agosto 1798.

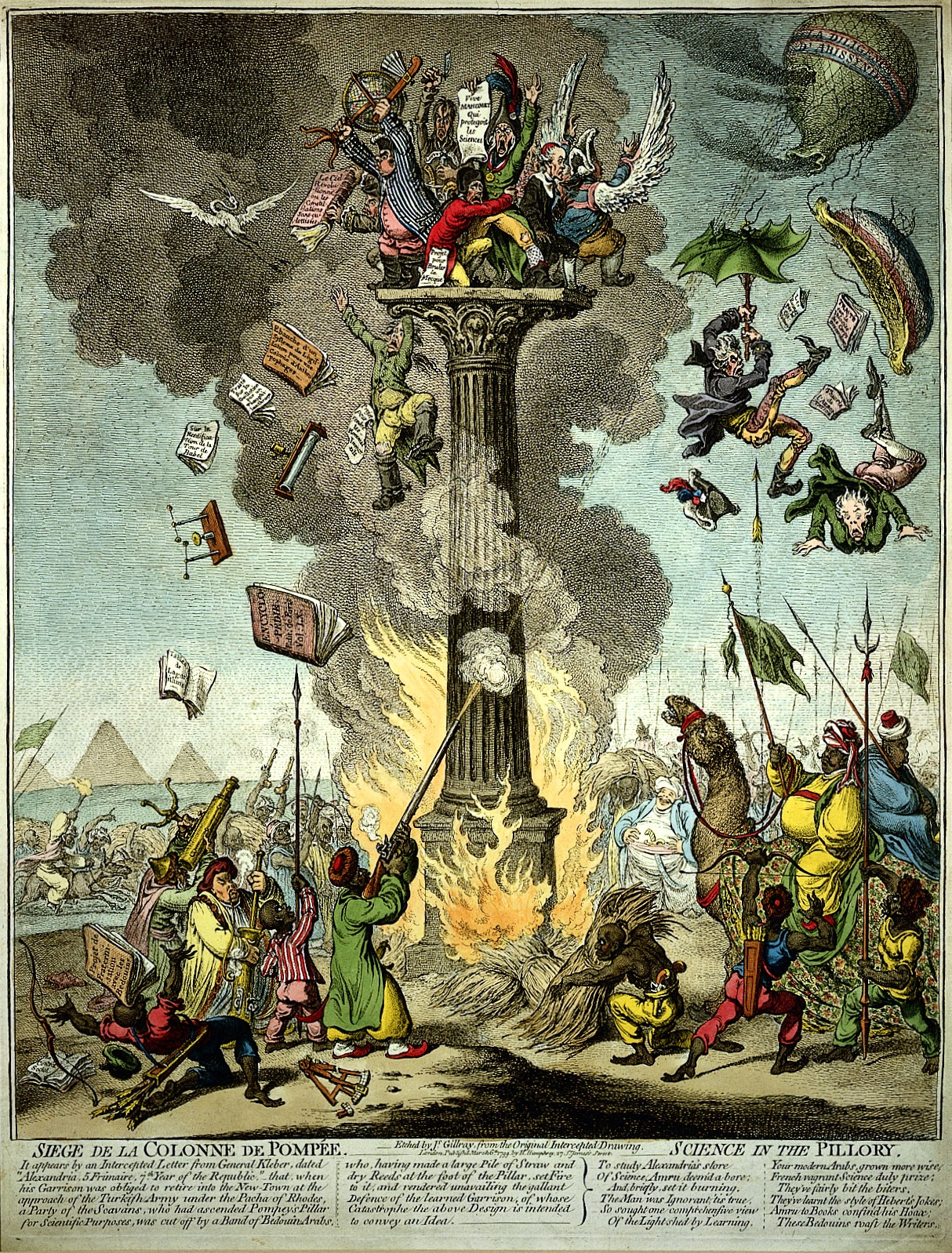
Caricatura degli scienziati francesi rifugiati sulla Colonna di Pompeo alla rivolta del Cairo (Gillray, 1799)

Benché nei primi tempi della campagna d'Egitto gli scienziati si sentissero spesso dimenticati o addirittura disprezzati dai militari, con l'insediamento al Cairo essi poterono finalmente cominciare a svolgere il ruolo per il quale Bonaparte li aveva scelti. Tutto li interessava: le antichità ma anche l'architettura contemporanea, la lingua, le strutture sociali, l'economia, la musica, le industrie, la situazione sanitaria, pur nella profonda indifferenza (quando non ostilità) degli egiziani. Questa ostilità - sostenuta da inglesi, turchi, fazioni locali - sfociò in violentissime rivolte il 21 e 22 ottobre 1798, che infuriarono particolarmente nella zona in cui erano insediati i francesi. Qui tre dei membri della commissione vennero uccisi nel tentativo di recuperare gli strumenti che, salvatisi dal naufragio dello sbarco, erano stati depositati nella casa del generale Caffarelli che venne completamente distrutta.
Questa perdita sarebbe stata irreparabile senza l'ingegnosità di Nicolas-Jacques Conté, notevole ingegnere e meccanico, direttore della scuola di aerostatica di Meudon. Con la sua arte e la sua industriosità riuscì a riprodurre, in condizioni estremamente difficili, gli strumenti, gli apparecchi scientifici, le armi perdute durante il naufragio del Patriota e il saccheggio della casa di Caffarelli fornendo cannoni, microscopi, strumenti chirurgici, macchine da stampa. Senza di lui, la spedizione dall'Egitto forse non avrebbe riportato la massa di informazioni che ottenne.
In effetti questi eventi violenti stimolarono anche l'attività scientifica dei giovani politecnici, impegnati come apprendisti scienziati. Gli studenti che si erano imbarcati prima di aver terminato gli studi al Politecnico (tra i quali Villiers du Terrage e Caristie) affronteranno e supereranno l'esame di stato nel corso della spedizione, davanti a Monge e Berthollet.

### L'Institut d'Égypte
L'Institut d'Égypte fu fondato il 22 agosto 1798 da Bonaparte sul modello dell'Institut de France e doveva, in primo luogo, occuparsi del «progresso e della propagazione dell'Illuminismo in Egitto», con sede nel palazzo di Hassan-Kashif, nei dintorni del Cairo. Il lavoro dell'Istituto era organizzato in quattro sezioni: matematica, fisica e storia naturale, economia politica, letteratura e arti.
Tra la data di fondazione e il 22 marzo 1801, quando l'attività fu sospesa per l'espulsione dei francesi dall'Egitto,  la Commissione tenne 62 sedute e rese note le proprie attività in diverse pubblicazioni:
- un giornale di propaganda napoleonica, il Courier de l'Égypte, che diffondeva notizie scelte, destinate ai corpi di spedizione;
- dal 1º ottobre 1798 al 31 marzo 1800, La Décade égyptienne, rivista accademica dedicata alle memorie e relazioni dei membri dell'Istituto;
- I Mémoires sur l'Égypte, publiés pendant les campagnes du Général Bonaparte dans les années 1798 et 1799 (Memorie sull'Egitto, pubblicate durante le campagne del generale Bonaparte negli anni 1798 e 1799). Queste memorie furono pubblicate in quattro volumi tra il 1799 e il 1801, con una traduzione in inglese del primo tomo nel 1800, nel pieno del blocco navale delle truppe di Bonaparte da parte della flotta di Nelson.

L'inverno 1798-1799 trascorse in varie esplorazioni, nel Basso Egitto e intorno al Cairo, ma anche in realizzazioni pratiche necessarie al buon funzionamento dell'esercito francese e della commissione: furono creati una tipografia, dotata anche di caratteri arabi (presi in Vaticano durante la campagna d'Italia), un ospedale, officine meccaniche. 
Anche i militari contribuirono anche alle attività scientifiche, scoprendo la pietra di Rosetta il 15 luglio 1799, durante la ricostruzione delle fortificazioni, appunto nella città di Rosetta.

## Gli scienziati al lavoro
Dell'Egitto si aveva allora una conoscenza pressoché mitologica, costruita attraverso i racconti degli storici greci e alcuni racconti di viaggiatori europei; l'interesse per l'antica civiltà egiziana crebbe in Europa a partire dal XVI secolo, prima presso i geni universali come Nicolas-Claude Fabri de Peiresc, poi anche tra viaggiatori di diversa provenienza, ma prevalentemente nordeuropei, affascinati dalle meraviglie architettoniche come le Piramidi e dall'incomprensibilità della scrittura geroglifica, come John Greaves, Jean de Thévenot, Bernard de Montfaucon, Benoît de Maillet, Richard Pococke, Frederic Louis Norden, Carsten Niebuhr, che tra il XVII e il XVIII secolo pubblicarono opere sull'argomento.
Gli scienziati, accompagnati dai militari che provvedevano (anche imperiosamente) alla loro sicurezza, avviarono spedizioni in tutte le direzioni, e occuparono così tutto l'inverno 1798-1799.

### L'archeologia
Alle "antichità" sono dedicati 5 dei 10 volumi della prima edizione della Descrizione dell'Egitto, a testimonianza del fascino esercitato dall'argomento. Piante e alzati, elementi architettonici e ornamentali, rappresentati tutti con estrema precisione, costituiscono una massa documentale eccezionale che rappresenta in modo assolutamente inedito un'antichità egiziana fino ad allora sconosciuta. 
I primi scavi furono condotti ad Alessandria; nella regione di Menfi poi, ricerche e rilevazioni del sito confermarono l'identificazione già proposta da Thévenot e i ricercatori francesi fornirono le prime immagini dei resti, con una mappa della regione, che fu la prima a fornire la posizione di Memphis con precisione. E poiché non si trattava solo di scoprire oggetti, ma di comprenderli nel loro contesto, venne istituito un registro, una sorta di antenato del diario di scavo, che segnò l'inizio del metodo archeologico moderno. Le note, gli schizzi e i rilievi presi dai membri della Commissione sono ancora estremamente preziosi, poiché per alcuni siti, come quello di Asyūṭ, le facciate delle tombe sono scomparse e solo i disegni della commissione ne conservano la traccia.

### L'esplorazione dell'Alto Egitto
Il 19 marzo 1799, una spedizione partì per l'Alto Egitto. Ne facevano parte Jollois, Villiers du Terrage, Dubois-Aymé e Duchanoy, ingegneri dei Ponts et Chaussées, Descotils, Rozière e Dupuy, ingegneri delle Miniere e lo scultore Castex. L'età media del gruppo era di circa 20 anni. La sua missione era di raccogliere informazioni utili sull'agricoltura, il commercio e le arti e di studiare in particolare il regime del Nilo e il sistema di irrigazione della regione.
Il piccolo gruppo si unì alle truppe del generale Desaix ad Asyūṭ. Da lì iniziò un'esplorazione minuziosa e scientifica dei monumenti incontrati. Gli ingegneri avevano a loro disposizione un'attrezzatura elementare: matite, tavole, corde, righelli, filo a piombo, che per giunta scarseggiava
.
E non era la mancanza di materiale, l'unico ostacolo che doveva affrontare la piccola spedizione. La regione non era sicura e l'avanzata degli esploratori rallentata dalle operazioni dell'esercito. A ciò si aggiungevano i frequenti disaccordi con i militari incaricati della protezione, tanto che de Villiers non sempre riferiva i suoi progetti per timore che fossero vietati dai militari, in nome della sicurezza. Dubois-Aymé, dopo un alterco particolarmente vivace con Girard, il responsabile militare, si ritrovò esiliato a Qosseyr, sul Mar Rosso.
Nonostante tutto, comunque, la massa dei documenti raccolti dal 19 marzo al 27 ottobre 1799 fu straordinaria e rappresenta il primo approccio scientifico ai monumenti dell'Alto Egitto.

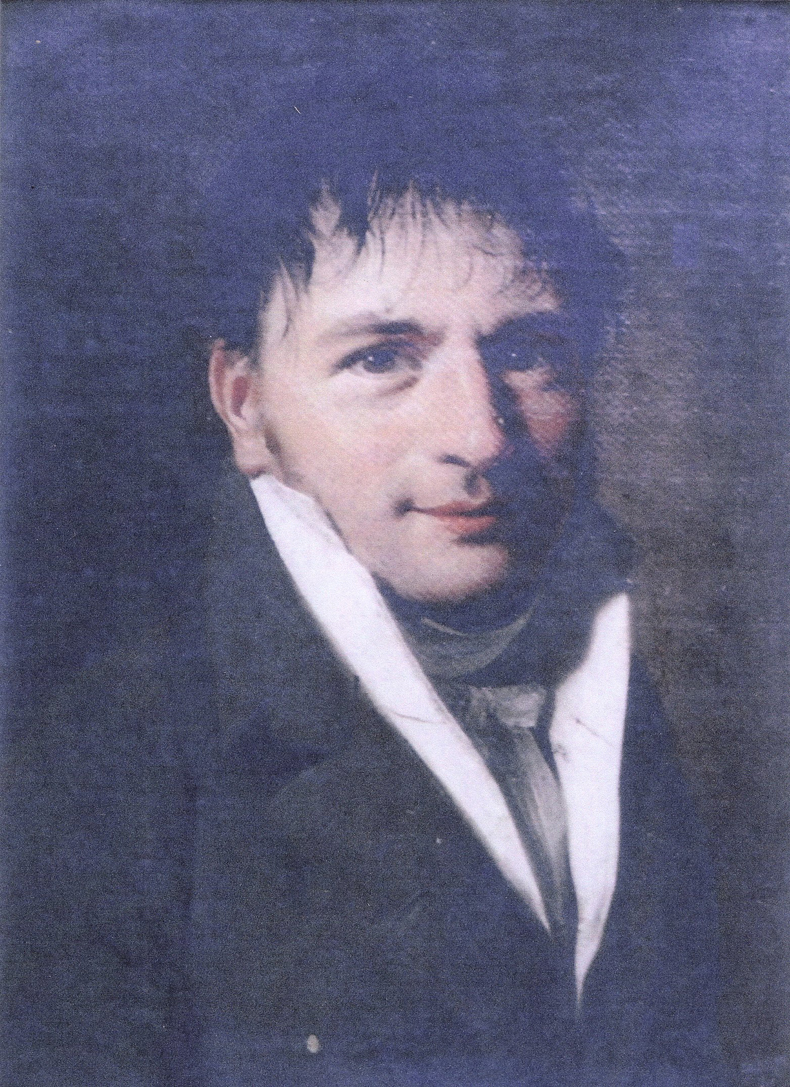
Jean-Baptiste Prosper Jollois
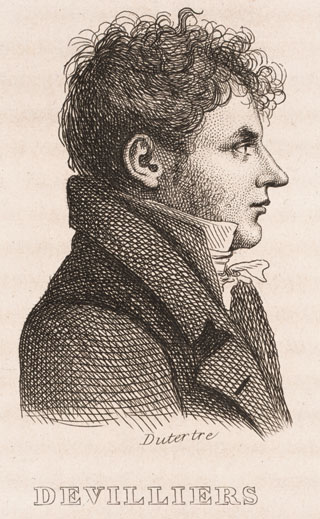
Édouard de Villiers du Terrage
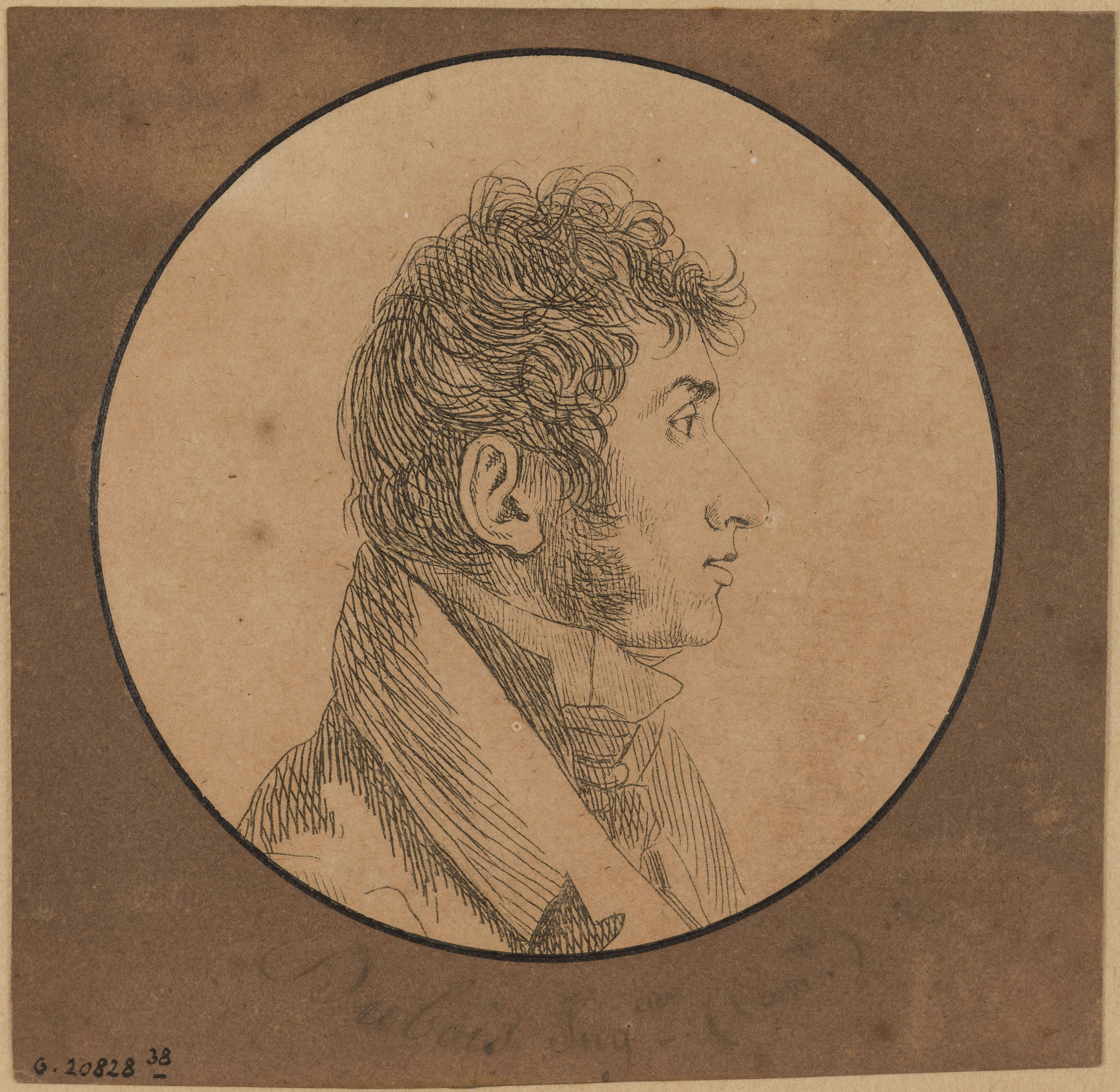
Jean-Marie Dubois-Aymé
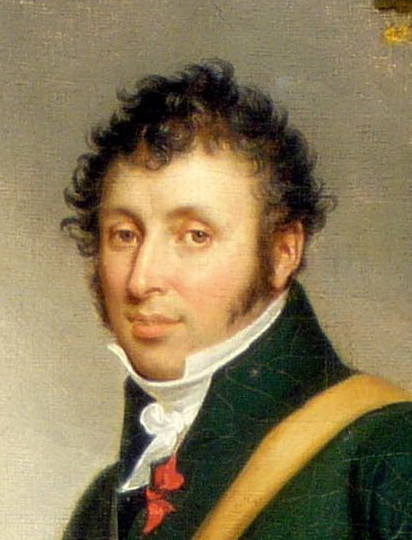
Louis Duchanoy
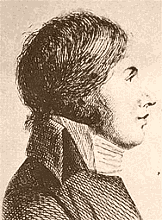
Collet-Descotils
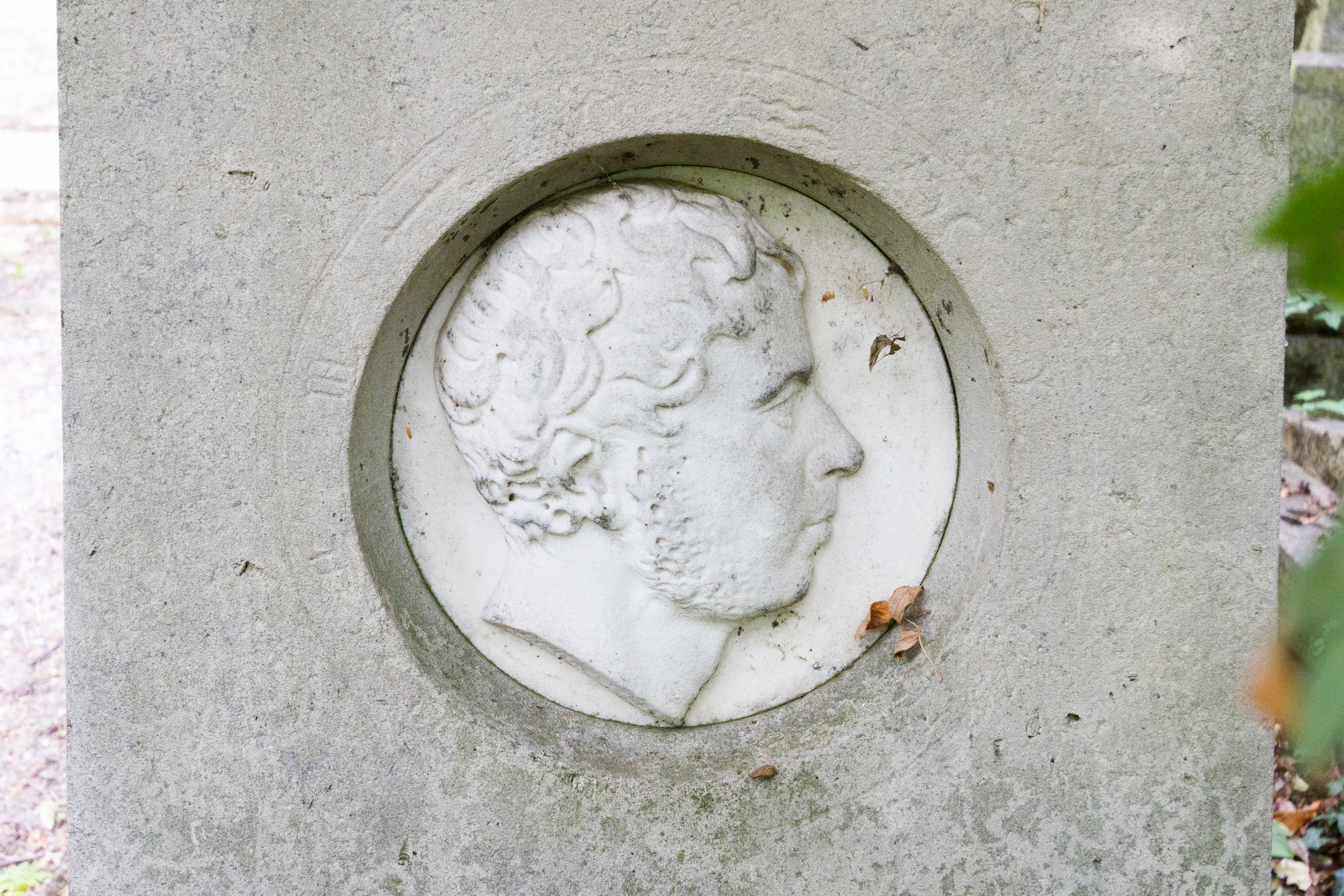
Castex

### La storia naturale
I naturalisti della Commissione cercarono di descrivere, nel modo più completo possibile, tutte le specie di fauna e di flora incontrate in Egitto. 
Gli esemplari venivano scrupolosamente identificati, disegnati e possibilmente raccolti.
Le loro descrizioni occupano più di 1.600 pagine, con tre volumi di tavole disegnate con grande precisione.
Un'attenzione particolare fu riservata alla mineralogia, con quindici tavole a colori contenenti centododici figure.
I mineralogi della Commissione - Déodat Gratet de Dolomieu, Louis Cordier e soprattutto François Michel de Rozière - effettuarono diverse esplorazioni del Fayoum, del Sinai e dell'Alto Egitto.

### L'Egitto dell'età napoleonica
Dal delta del Nilo ad Assuan, grazie all'avanzata militare e alle missioni di esplorazione, gli scienziati disegnarono e descrissero l'Egitto del tempo, come si svelava davanti ai loro occhi. Secondo le istruzioni di Kléber si trattava di «raccogliere tutte le informazioni atte a far conoscere lo stato moderno dell'Egitto dal punto di vista dei governi, delle leggi, degli usi civili, religiosi e domestici», e gli scienziati osservarono con curiosità e rappresentarono tutti gli aspetti della vita quotidiana; «Arti e mestieri», «Costumi e ritratti», «Vasi, mobili e strumenti» figurano così tra le sezioni dell'insieme sullo «Stato moderno» nella loro varietà.
Gli studiosi rappresentarono piante, elevazioni, profili non solo dei monumenti antichi, ma anche delle moschee e delle abitazioni incontrate nel loro percorso, abbozzando paesaggi, evidenziando dettagli, rivelando attraverso le loro tavole, tutta l'architettura egiziana dalle grandi città al più piccolo villaggio si rivela.

### La cartografia
I geometri e i geografi della Commissione non solo rilevarono con precisione i siti antichi studiati, ma disegnarono anche, in collaborazione con i militari, mappe topografiche molto dettagliate di tutto il paese.
Il risultato fu una serie di quarantasette carte topografiche, in scala di un millimetro per cento metri, che, classificate come «segreto militare», furono pubblicate tardivamente.

## La fine della spedizione
Benché la Francia dominasse l'interno dell'Egitto, il suo esercito era ancora prigioniero degli inglesi, che controllavano l'accesso marittimo; inoltre in Siria si stava organizzando un esercito turco, con l'appoggio degli inglesi. Bonaparte lanciò allora un attacco preventivo in Siria: lasciato l'Egitto il 10 febbraio 1799, il 20 marzo iniziava l'assedio di San Giovanni d'Acri. La città, rifornita via mare dagli inglesi, si rivelò quasi inespugnabile, tuttavia Bonaparte riuscì a sconfiggere l'esercito turco nella battaglia del Monte Tabor il 16 aprile.
La febbre tifoide che decimava l'esercito lo costrinse però a interrompere l'assedio e a tornare in Egitto con quel che restava dell'Armée. Respinto in mare, in luglio, un esercito ottomano che era sbarcato ad Abukir, constatato che il Direttorio era inesorabilmente corrotto e cominciava a tramare con Luigi XVIII per restaurare il trono dei Borbone, Bonaparte decise di lasciare l'Egitto e ripartì improvvisamente per la Francia il 23 agosto, senza avvertire Kléber ma accompagnato da Monge e Berthollet, evitando così di essere legato al fallimento finale della campagna.
Kléber, perfettamente consapevole dell'impossibilità di mantenere il dominio sull'Egitto, restava tuttavia convinto dell'importanza del lavoro scientifico, di cui assicurò la prosecuzione. A questo scopo, il 19 novembre istituì una commissione incaricata di studiare in particolare l'Egitto moderno e subito dopo, il 22 novembre, decise di raggruppare tutti i lavori degli scienziati della commissione in un'unica opera, la Descrizione dell'Egitto. Intanto iniziava negoziati con gli inglesi e con gli ottomani al fine di evacuare onorevolmente l'Egitto. Il 23 gennaio 1800 concluse con William Sidney Smith una convenzione che prevedeva che la flotta inglese trasportasse in Francia l'esercito e gli scienziati con le loro collezioni scientifiche, ma l'Ammiraglio Keith rifiutò di ratificarla, anzi inviò contro Kléber una flotta che trasportava 30.000 Mamelucchi, sbarcandoli ad Abukir.
I Mamelucchi vennero sconfitti nella battaglia di Eliopoli nel marzo del 1800 e Kléber riuscì a stroncare un'insurrezione al Cairo. Ma lo stesso Kléber venne assassinato nel giugno del 1800 da uno studente siriano ed il comando delle truppe francesi venne assunto dal generale Menou. Menou, sconfitto a Canopo nel marzo 1801, si rifugiò ad Alessandria, tenendo il comando fino all'agosto del 1801, quando, sotto i continui attacchi delle forze britanniche e ottomane e la perdita di circa 13.500 uomini, molti dei quali deceduti per malattia, dovette arrendersi ai britannici.
Le condizioni di resa accettate da Menou prevedevano che gli inglesi si appropriassero del materiale scientifico prodotto dalla Commissione; solo grazie alla mediazione di Étienne Geoffroy Saint-Hilaire si raggiunse un accordo con il quale gli scienziati poterono portare via quasi tutti i loro documenti e lavori, lasciando però nelle mani degli inglesi alcuni reperti, tra cui la famosa Stele di Rosetta.
A seguito dell'accordo, gli scienziati della Commissione furono rimpatriati su navi inglesi con gli ultimi soldati francesi tra il settembre e l'ottobre del 1801.